# Mahide
Mahide – gmina w Hiszpanii, w prowincji Zamora, w Kastylii i León, o powierzchni 108,87 km². W 2011 roku gmina liczyła 384 mieszkańców.